# Phaea miniata
Phaea miniata es una especie de escarabajo longicornio del género Phaea, tribu Tetraopini, subfamilia Lamiinae. Fue descrita científicamente por Pascoe en 1858.

## Descripción
Mide 7-10 milímetros de longitud.

## Distribución
Se distribuye por Belice, Costa Rica, Colombia, Guatemala, Honduras, México, Nicaragua, Panamá y Venezuela.